# Lettura esplorativa
La lettura esplorativa è il processo cognitivo di decodifica della scrittura di testo (lettura) mediante il quale si cerca di estrarre informazioni attraverso una panoramica rapida e generale, senza procedere a una vera e propria lettura di tipo tradizionale (integrale e sequenziale). Lo scopo è quello di individuare in modo rapido, all'interno del testo scritto, l'esistenza di argomenti o passaggi di interesse per il lettore sui quali poi decidere di soffermarsi in modo più approfondito in un secondo momento, quando si procederà o a una tradizionale lettura sistematica, o a una lettura selettiva (leggendone solo le porzioni o le sezioni che hanno attratto l'attenzione del lettore durante la fase di "esplorazione").

## Caratteristiche
Durante la lettura esplorativa, lo sguardo del lettore percorre il testo senza un andamento lineare e sistematico dall'inizio alla fine: l'interesse, invece, va soffermandosi su singoli elementi su cui ci si imbatte, che siano in grado di fornire informazioni sui contenuti o sugli obiettivi dell'autore del testo. In questo modo, il lettore ha la possibilità di valutare la necessità di un diverso e più approfondito approccio allo stesso testo.
Questa forma di lettura si avvantaggia di alcune caratteristiche eventuali nella redazione e nella formattazione del testo stesso, come, ad esempio, l'esistenza di un indice o di un breve riassunto iniziale dei contenuti (abstract), o un'introduzione ai contenuti. Altri elementi che facilitano un approccio esplorativo sono l'eventuale suddivisione del testo in sezioni provviste di titoli, l'esistenza di note editoriali (marginali o a piè di pagina). Di tali particolarità può tenere conto l'autore del testo che voglia favorire proprio l'approccio esplorativo.

## Web
L'approccio esplorativo è utilizzabile in ogni ambito di fruizione del testo, ma risulta molto diffusa nella fruizione di contenuti Web. Le indagini di oculometria mostrano che gli utenti del Web adottano una particolare modalità di lettura detta scanning: perlustrano rapidamente la pagina, ne fanno una veloce scansione, fissando lo sguardo su alcuni punti che spiccano visivamente e che promettono di essere informativi.
A questo proposito, gli studi euristici di specialisti come Jakob Nielsen hanno permesso di delineare specifiche linee guida a cui conformare la formattazione dei testi pubblicati sul Web, al fine di rendere più efficiente la lettura selettiva, massimizzando l'efficacia comunicativa, e permettendo al navigatore della rete un'agevole valutazione circa l'utilità e l'interesse del testo che si propone.
Secondo Jakob Nielsen, gli elementi che attraggono l'attenzione dell'occhio del lettore sono i seguenti:
- titoli e sottotitoli;
- parole evidenziate in grassetto o testo corsivo;
- parole inserite tra virgolette o tra parentesi;
- parole di particolare lunghezza;
- parole con l'iniziale maiuscola all'interno del testo;
- parole in colore;
- link ipertestuali;
- parole vicine ai link;
- numeri espressi in cifre (anziché in lettere);
- simboli;
- frasi e parole inserite in una lista.